# Georg II. (Sachsen-Meiningen)

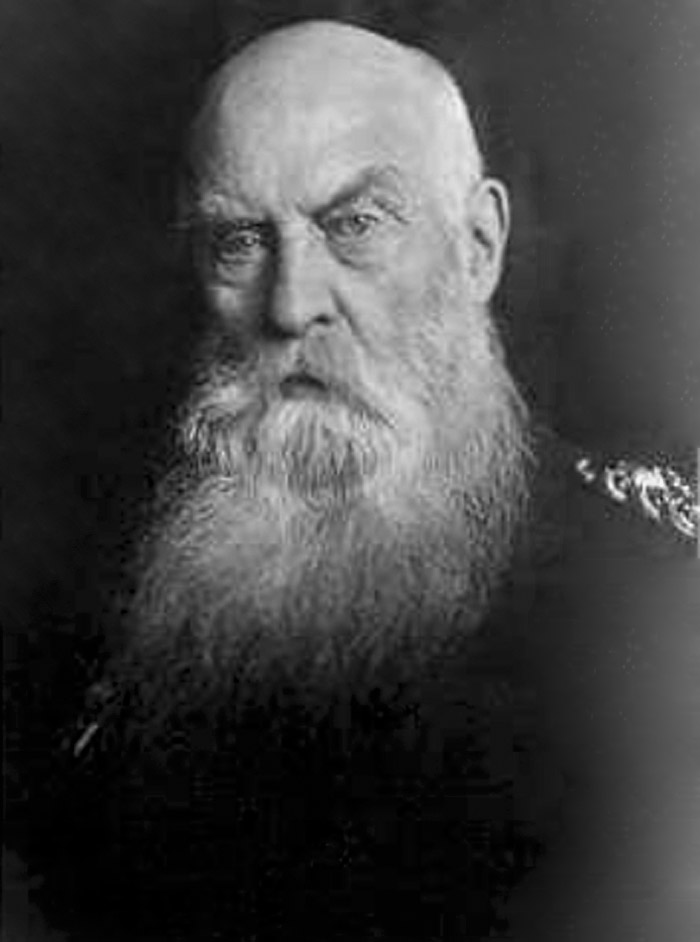
Herzog Georg II.

Herzog Georg II. von Sachsen-Meiningen (* 2. April 1826 in Meiningen; † 25. Juni 1914 in Bad Wildungen), auch bekannt als „Theaterherzog“, war regierender Herzog des Herzogtums Sachsen-Meiningen. Er gilt als Reformer und Förderer der Theaterkunst, betätigte sich als Theaterleiter, Regisseur und Bühnenbildner. Als Kulturpolitiker förderte er die Musik. Georg II. war auch ein großer Reformator der Politik in seinem Herzogtum.

## Leben

### Werdegang

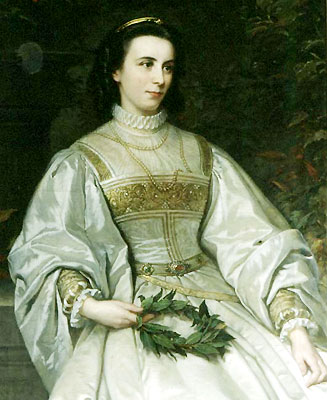
Ellen Franz, dritte Ehefrau von Georg II., 1870

Erbprinz Georg war der Sohn von Bernhard II., Herzog von Sachsen-Meiningen, und dessen Gattin Marie Friederike, geborene Prinzessin von Hessen-Kassel (1804–1888). Damit entstammte er dem Haus Sachsen-Meiningen. In seiner Kindheit – er hatte nur eine wesentlich jüngere Schwester namens Auguste (1843–1919), ab 1862 Prinzessin von Sachsen-Altenburg – wurde er vom bedeutenden Pädagogen Moritz Seebeck erzogen. 1827–1829 hat der spätere Begründer der Kindergärten, Friedrich Fröbel, die Erziehung des jungen Georg inspirierend begleitet, da er zu dieser Zeit unter anderem in Sachen Helba-Plan zu Georgs Vater bereits in engem Kontakt stand. 1842 erhielt er die Uniform des sachsen-meiningischen Schützenbataillons mit Leutnantsabzeichen. 1844 studierte Georg an der Bonner Universität Kunstgeschichte, Geschichte und Recht, unter anderem bei Ernst Moritz Arndt, Friedrich Christoph Dahlmann und Gottfried Kinkel, 1847 beendete er sein Studium in Leipzig. Später genoss er eine Malereiausbildung bei dem Hofmaler Paul Schelhorn. Er kam in Kontakt mit bedeutenden Künstlern seiner Zeit und galt als großer Mäzen. Seinem Bonner Studienkollegen August Schleicher ermöglichte er eine ausgedehnte Forschungsreise, indem er ihn finanziell unterstützte. Anschließend leistete er seinen Militärdienst. 1848 trat Georg als Premierleutnant in das preußische Garde-Kürassier-Regiment ein. Im Jahre 1849 nahm er als Stabsoffizier des sachsen-meiningischen Schützenbataillons am Schleswig-Holsteinischen Krieg teil.

### Familie
1850 ehelichte Erbprinz Georg mit einer Liebesheirat die preußische Prinzessin Charlotte (1831–1855), Tochter von Albrecht von Preußen und Prinzessin Marianne von Oranien-Nassau (Verlobung am 25. Dezember 1849 auf Schloss Charlottenburg). Nach der Vermählung hielt sich das Paar abwechselnd in Meiningen und Potsdam auf. Der Ehe entstammen die drei Kinder Bernhard III., Georg Albrecht (1852–1855) und Marie Elisabeth (1853–1923). Prinzessin Charlotte starb am 30. März 1855 gemeinsam mit ihrem vierten Kind im Kindbett.
Am 23. Oktober 1858 heiratete Georg Prinzessin Feodora (1839–1872), Tochter von Ernst I. Fürst zu Hohenlohe-Langenburg (1794–1860) und dessen Frau Feodora Prinzessin zu Leiningen (1807–1872), einer Halbschwester der britischen Königin Victoria. Aus dieser Ehe gingen drei Kinder hervor: Ernst (1859–1941), Friedrich Johann (1861–1914) und Viktor, der wenige Tage nach seiner Geburt im Mai 1865 verstarb.
Seine dritte Gemahlin wurde die Schauspielerin Ellen Franz (1839–1923), die vor der Hochzeit 1873 zur Helene Freifrau von Heldburg ernannt wurde. Seit 1868 seine Geliebte, verband die beiden das gemeinsame künstlerische Interesse und die Theaterarbeit. Diese morganatische Ehe rief in Adelskreisen Entrüstung hervor.

### Regentschaft

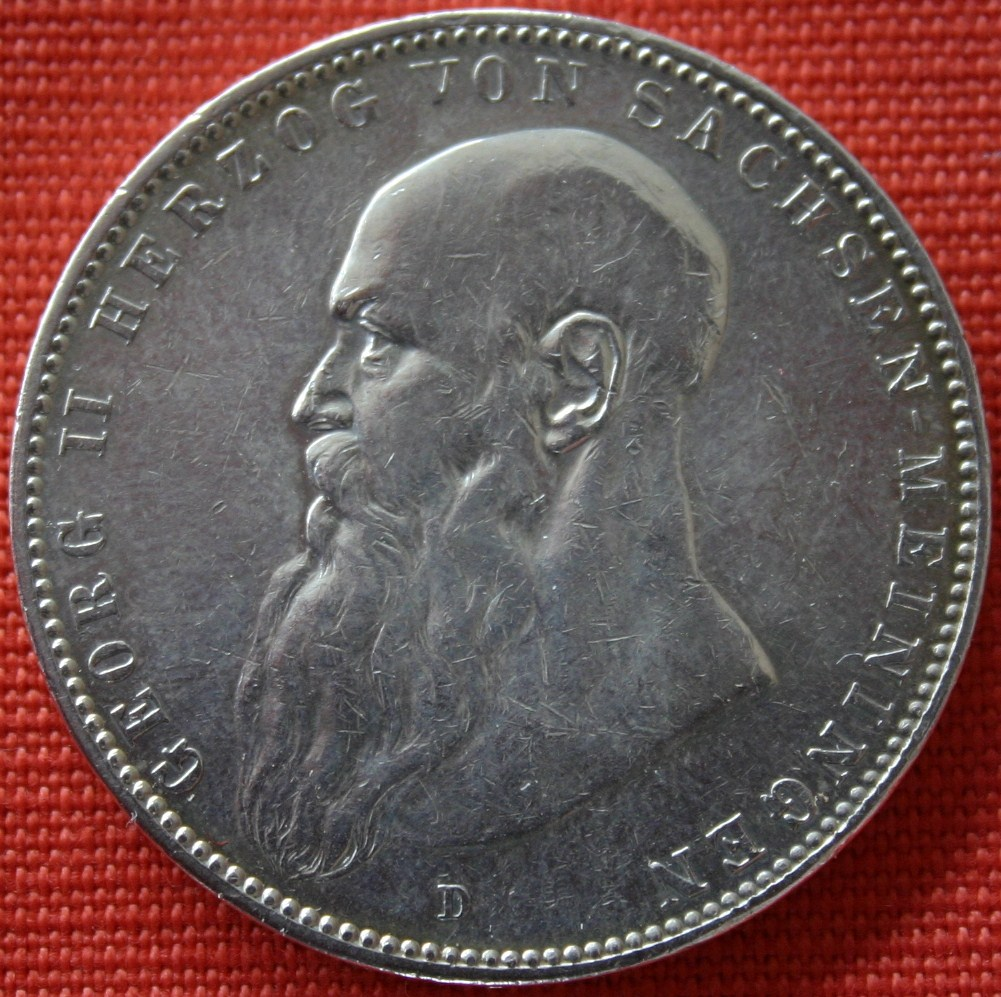
5 Mark von 1908 mit Konterfei Georgs II.

Auf Druck Otto von Bismarcks dankte Georgs Vater Herzog Bernhard II., der im Deutschen Krieg auf der Seite Österreichs gestanden hatte, am 20. September 1866 ab, sodass Georg als Georg II. regierender Herzog des Landes wurde. Am 31. Oktober 1867 wurde er zum Chef des 2. Thüringischen Infanterie-Regiments Nr. 32 ernannt, das seinen Standort in der Meininger Hauptkaserne hatte. 1871 nahm Herzog Georg II. gemeinsam mit seinem ältesten Sohn und Erbprinzen Bernhard III. am Deutsch-Französischen Krieg und an der Kaiserproklamation in Versailles am 18. Januar 1871 teil. Eingeschränkte Souveränitätsrechte blieben dem Herzog auch nach der Bildung des Deutschen Reichs. Die Reichsgründung zunächst positiv bewertend, kam es 1889 zum Bruch zwischen Georg II. und Kaiser Wilhelm II., da sich die liberalen und humanistischen Grundsätze von Georg II. nicht mit der konservativen, chauvinistischen Politik des Kaisers vereinbaren ließen. Georg trat für eine liberale, parlamentarische und englandfreundliche Monarchie ein, die eine Integration der neu entstandenen Sozialdemokratie in die Landespolitik beinhaltete.
Unter der Regentschaft Herzog Georgs II. fand eine Liberalisierung der Politik, des Rechtswesens und der Gesellschaft statt, und es wurden weiterhin Reformen im Schulsystem (Volksschulgesetz und schulärztliche Versorgung ab 1875), im Wahlsystem und in der Verwaltung (Gemeindegesetz 1897) durchgeführt. Georg II. setzte sich auch für die Gleichberechtigung der Frau in pädagogischen und akademischen Berufen ein. Seine Tätigkeit als regierender Herzog ist somit genauso hoch einzuschätzen wie seine Verdienste in der Kultur und Kunst.
1902 gründete Georg auf Empfehlung des Mediziners Georg Leubuscher die Herzog-Georg-Stiftung, die eine professionelle Ausbildung von Krankenschwestern zum Ziel hatte.

### Förderer von Kunst und Kultur

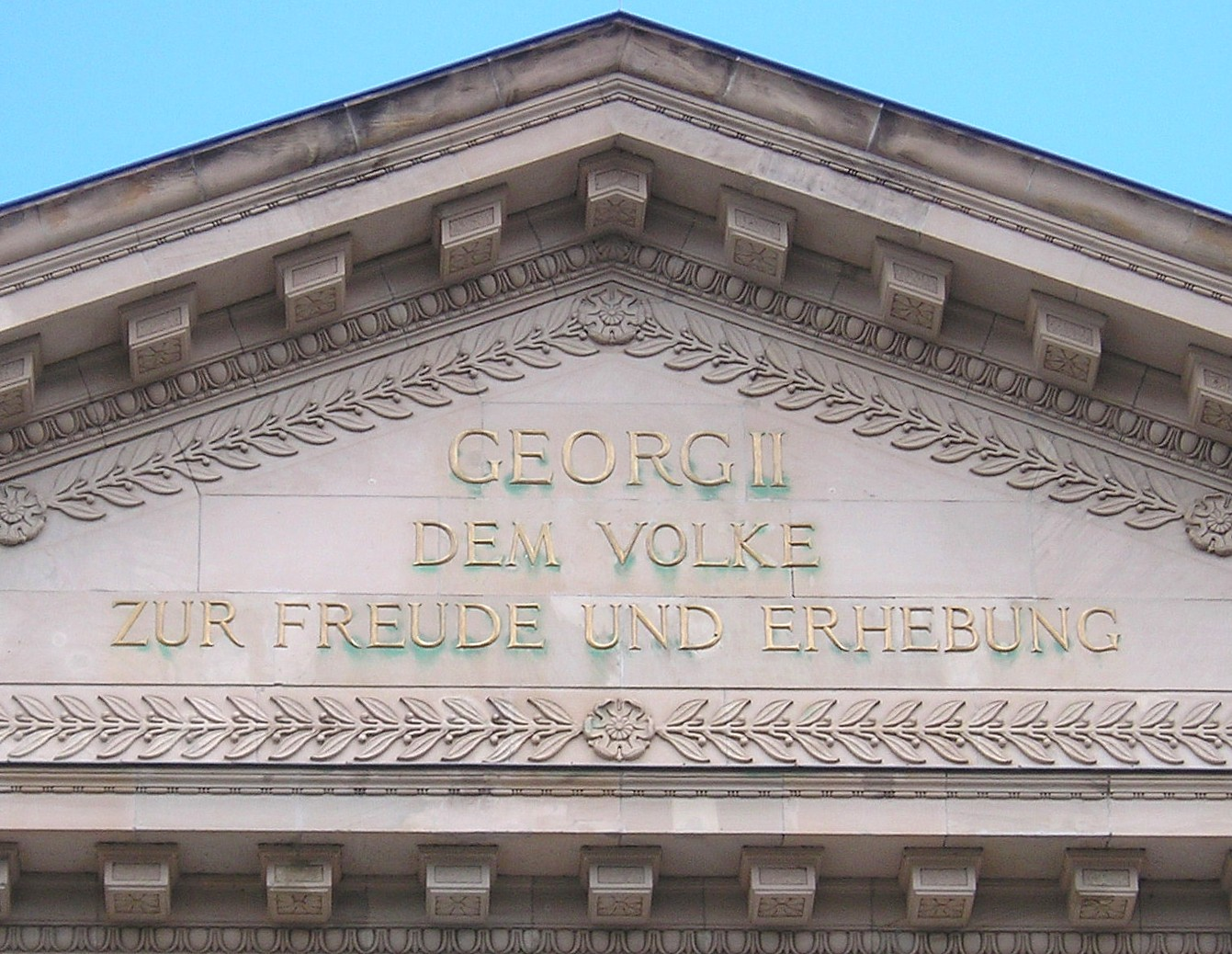
Inschrift am 1909 erbauten Meininger Theater – ein Zeugnis der Volksverbundenheit Georgs II.

Berühmt war Georg II. für sein Wirken für das Theater und insbesondere mit der Neuorganisation des Meininger Hoftheaters und der Meininger Theatergruppe (siehe Meininger). Er führte selbst Regie, entwarf Kostüme und ging mit seinen Reformen des Regietheaters, den sogenannten Meininger Prinzipien, in die Kulturgeschichte ein. Zusammen mit seiner dritten Frau, der Schauspielerin Ellen Franz, der späteren Helene Freifrau von Heldburg (Hochzeit 1873 in Bad Liebenstein), und Regisseur Ludwig Chronegk führte er die „Meininger“ zu internationalem Ruhm mit Auftritten in Berlin, Wien, Moskau, London und in vielen weiteren Städten Europas. Durch diese Tourneen, die bis 1890 durchgeführt wurden, verbreiteten sich seine Ideen des modernen Regietheaters rasch auf den Bühnen Europas. Meiningen gilt noch heute als Theaterstadt.
Unter Georg II. gelangte auch die Meininger Hofkapelle zu Weltruhm. Der Aufbau wurde durch das Engagement von Hans von Bülow im Jahre 1880 begonnen, der hier die „Meininger Prinzipien“ der Orchesterarbeit schrieb und die Kapelle zu einem Eliteorchester formte, das unter Führung weiterer bekannter Dirigenten seine hohe Qualität bis 1914 beibehalten konnte. Ein enger Freund von Georg II. wurde in dessen letzten Lebensjahren Johannes Brahms, der oft im Herzoghaus zu Gast war und mit der Hofkapelle zusammenarbeitete.
Der Herzog pflegte Beziehungen zu Malern, Bildhauern, Schauspielern, Musikern und Wissenschaftlern, deren Arbeiten er förderte und unterstützte. Künstler und Intellektuelle waren bei ihm zu Gast in der Residenz Meiningen, auf Schloss Altenstein, der Veste Heldburg, dem Berghaus Salet Alp, dem Jagdschloss Sinnershausen und insbesondere in der Villa Carlotta. So förderte er Kunst und Kultur über die Grenzen des Herzogtums hinaus. Durch seine humanistische Lebenseinstellung und liberalen Reformen galt er als volksnah. Er besaß ein bemerkenswertes zeichnerisches Talent, das in erster Linie in der Darstellung historischer Schlachten zum Ausdruck kam. Anlässlich seiner Hochzeit erhielt er vom preußischen König Friedrich Wilhelm IV. eine unlängst von den Meininger Museen erworbene Prunkvase der Berliner Porzellanmanufaktur mit einer Darstellung der Schlacht von Hemmingstedt nach seinem Entwurf.
Bei einem Kuraufenthalt in Bad Wildungen starb Herzog Georg II. am 25. Juni 1914 im Alter von 88 Jahren und wurde am 28. Juni 1914 auf dem Parkfriedhof Meiningen beigesetzt.

### Sonstiges
Nach Georg II. sind die „Georgsbrücke“ über die Werra westlich der Altstadt und die Geriatrische Fachklinik „Georgenhaus“ (zuvor Georgenkrankenhaus 1832–1952, danach Bezirkskrankenhaus) in Meiningen benannt, ebenso das Gymnasium Georgianum (Hildburghausen).
Carl Michael Ziehrer widmete ihm den „Huldigungs-Fest“, Marsch op. 275 (1875). („Seiner Hoheit Georg II. reg. Herzog zu Sachsen-Meiningen-Hildburghausen in tiefster Ehrfurcht gewidmet“.)

## Nachkommen

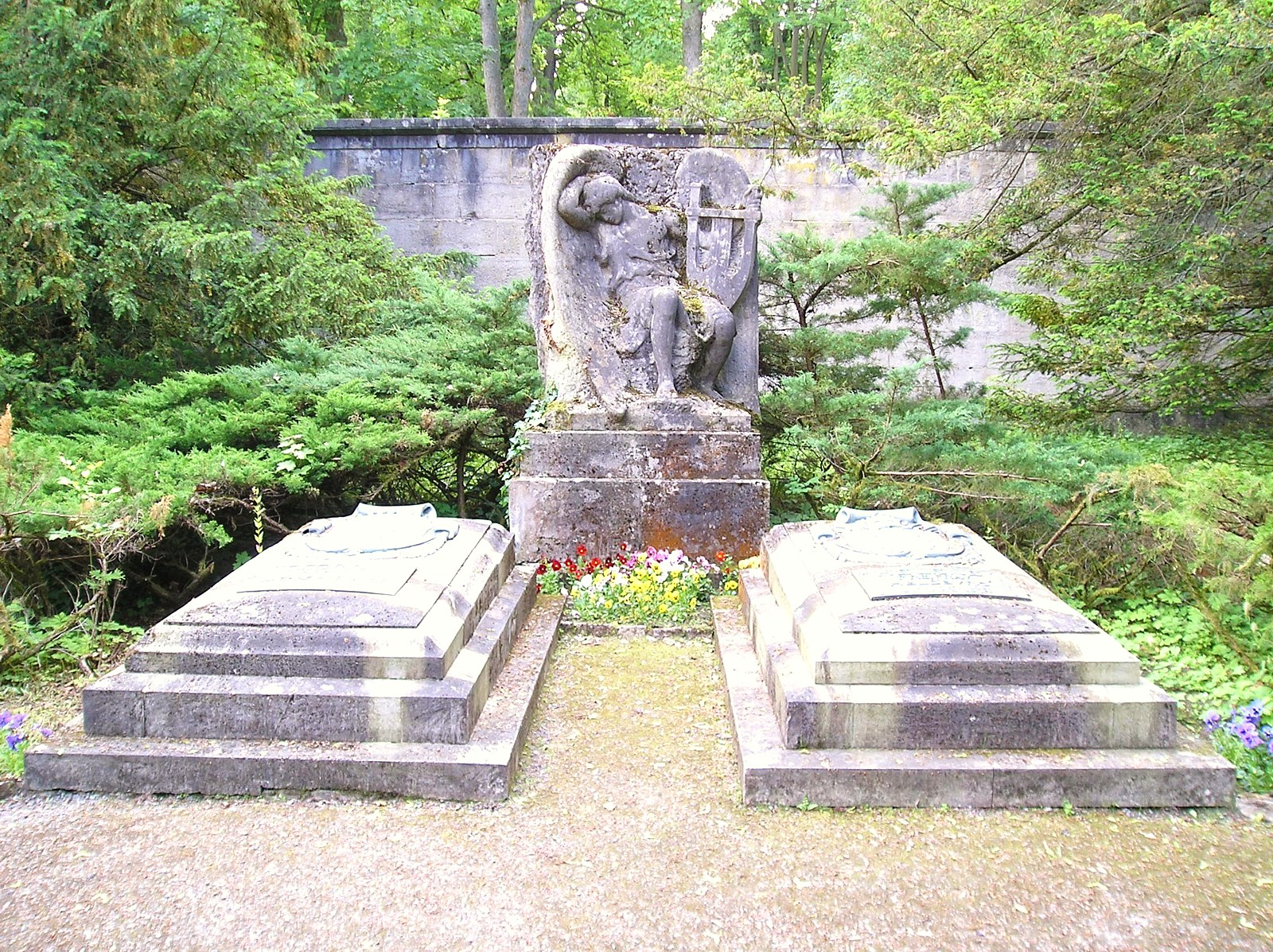
Grabanlage von Georg II. und Helene Freifrau von Heldburg auf dem Parkfriedhof Meiningen

Aus erster Ehe mit der Prinzessin Charlotte (1831–1855):
- Bernhard III. (1851–1928), Herzog von Sachsen-Meiningen

⚭ 1878 Prinzessin Charlotte von Preußen (1860–1919)
- Georg Albrecht (1852–1855)
- Marie Elisabeth (1853–1923)

Aus zweiter Ehe mit der Prinzessin Feodora zu Hohenlohe-Langenburg (1839–1872):
- Ernst (1859–1941)

⚭ 1892 Katharina Jensen (1875–1945), „Freifrau von Saalfeld“
- Friedrich (1861–1914)

⚭ 1889 Prinzessin Adelheid zur Lippe-Biesterfeld (1870–1948)
- Viktor (*/† 1865)

## Weitere Literatur
- Albert Herzog zu Sachsen: Die Wettiner in Lebensbildern. Styria-Verlag, Graz/Wien/Köln 1995, S. 301–307. ISBN 3-222-12301-2.
- Alfred Erck: Geschichte des Meininger Theater. Das Meininger Theater 1831–2006.  Privatdruck bei Resch, Meiningen 2006.
- Kuratorium Meiningen: Lexikon zur Stadtgeschichte Meiningen. Bielsteinverlag, Meiningen 2008. ISBN 978-3-9809504-4-2.